# Вулиця Гребінки (Львів)
Вулиця Гребінки — вулиця у Галицькому районі міста Львів, у межах історичного центру міста. Сполучає площу Петра Григоренка з вулицею Богдана Лепкого. Прилучається вулиця Шопена.

## Історія та назва
Вулиця виникла у 1880-х роках на землях так званої Браєрівки — родинного маєтку Браєрів, заможної львівської родини; зображена на плані Львова 1888 року. У 1885 році вулиця отримала назву Подлєвського, на честь участника польського повстання 1830—1831 років Валеріана Подлєвського. Під час німецької окупації у 1941—1944 роках вулиця мала назву Колонійна (нім. Kolonienstrasse). Після встановлення у Львові радянської влади вулиця отримала сучасну назву, на честь українського поета-байкаря Євгена Гребінки.

## Забудова
Вулиця почала забудовуватися у 1890-х роках, переважно триповерховими чиншовими кам'яницями у стилях історизму та класицизму. Серед будинків оригінальним декором вирізняється наріжний будинок № 8, зведений у 1892 році за проектом архітектора Еразма Гарматника для поміщиці Марії Стефанії Фурман. Наріжник будинку прикрашений скульптурним зображенням голови кабана, лучкові сандрики вікон другого поверху прикрашені горельєфами із зображенням голови Меркурія. Скульптурне оформлення будинку проводила майстерня Леонарда Марконі. До 1939 року тут перебувало акціонерне товариство хімічного промислу та цегельні «Цегіва», а 20 червня 2019 року в цьому будинку відкрили почесне консульство Грузії у Львові.
За часів Польської Республіки у будинку № 1 містилося ательє дамських капелюхів «Барбара», у будинку № 2 — перукарня Баліна, у будинку № 8 — ще одне ательє дамських капелюхів, Габера, та виробництво паперових торбинок «Матадор». 
Вулиця Гребінки була прокладена у престижній частині міста, тому на початку XX століття тут мешкали представники львівського середнього класу та заможна шляхта, зокрема, архітектори Маврикій Зильберштайн та Якуб Крох, граф Вікторин Раціборовський, банкір Йосиф Левін. У будинку № 4 мешкав політичний та громадський діяч Семен Вітик.
На розі з вулицею Шопена, в будинку під № 6 міститься відділення поштового зв'язку № 7 ЛФ АТ «Укрпошта».
На розі з вулицею Богдана Лепкого, в будинку під № 8, у 1909 році власне архітектурне бюро відкрив Генрик Орлеан.

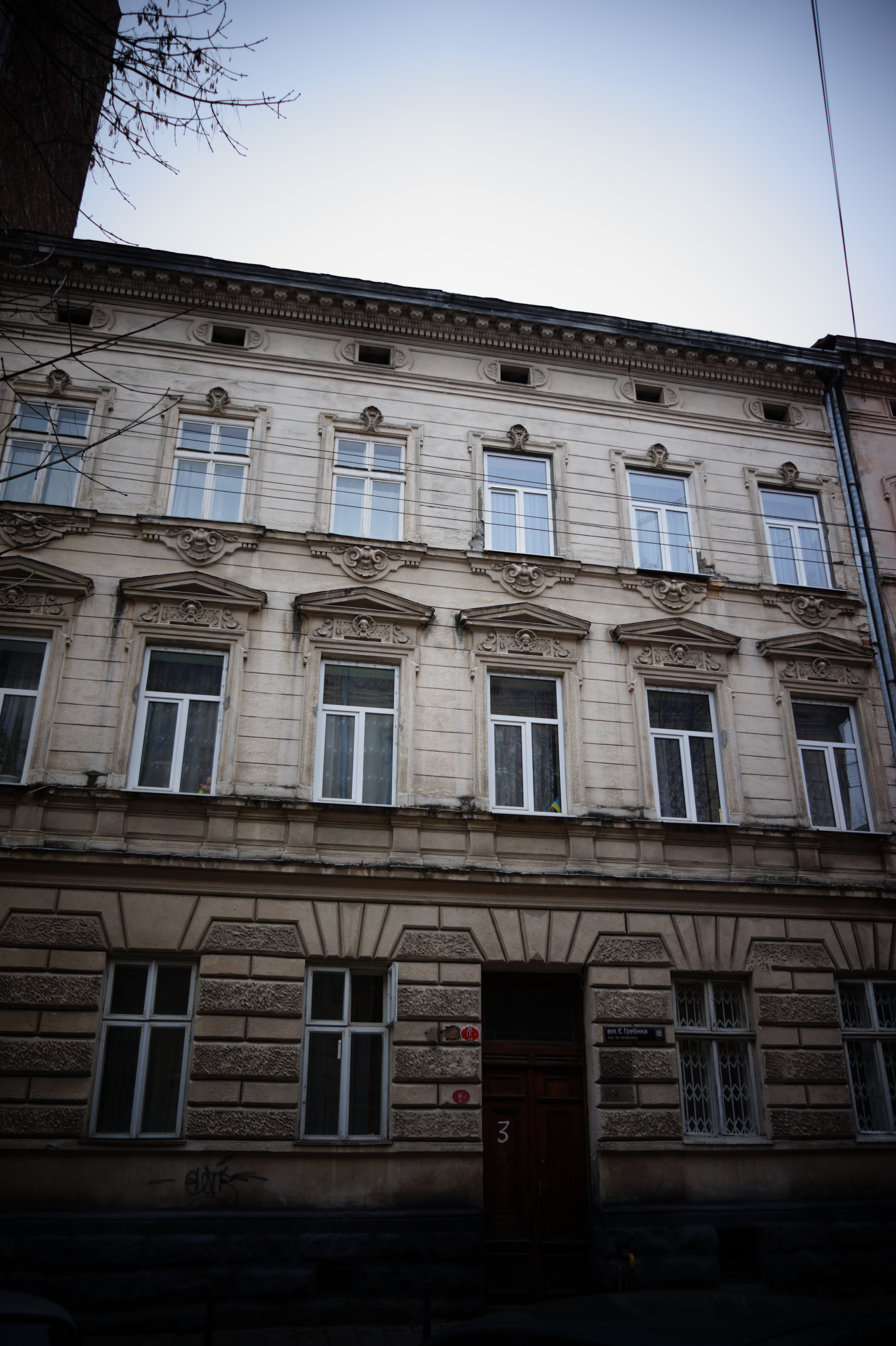
Будинок № 3
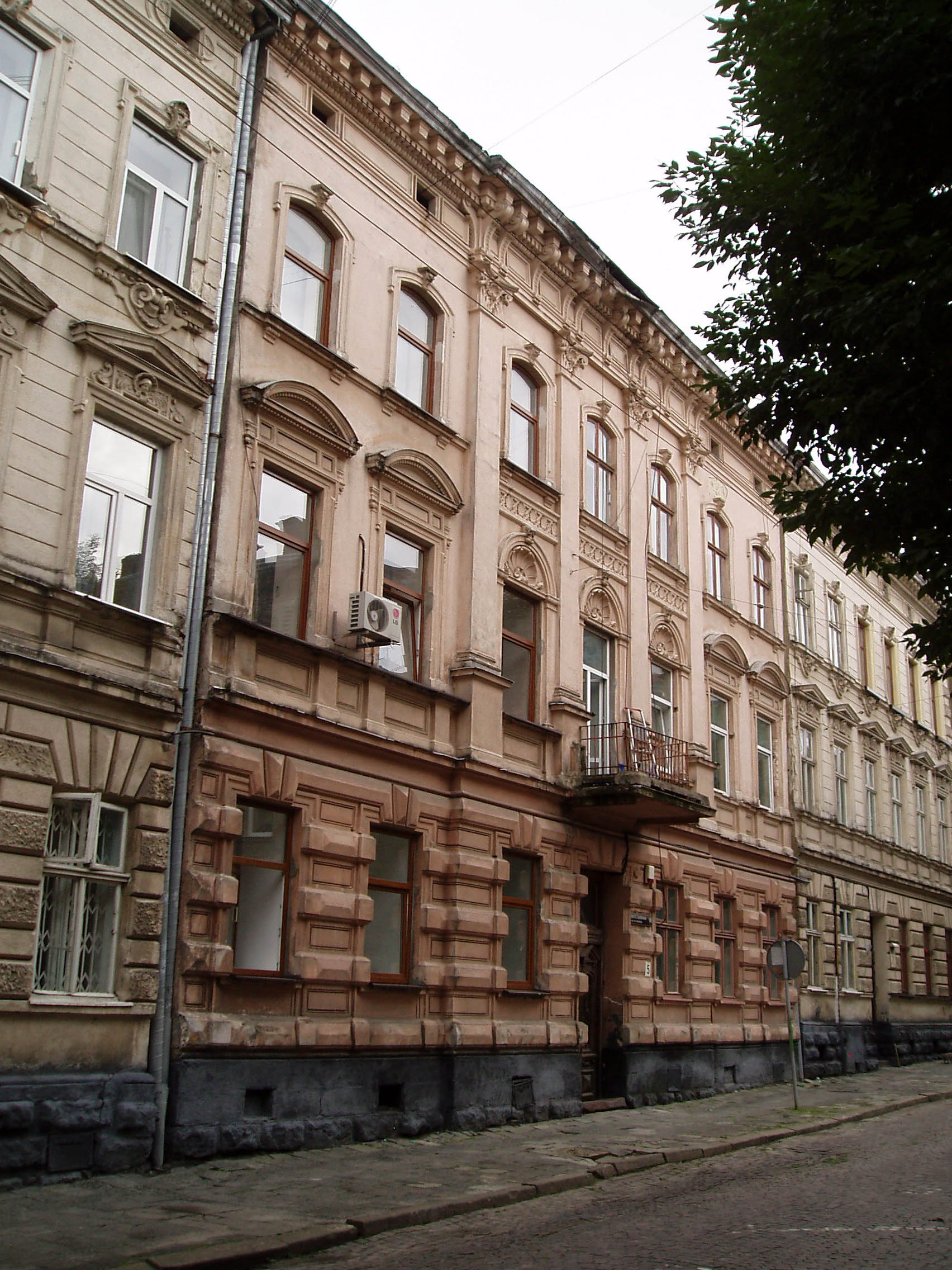
Будинок № 5
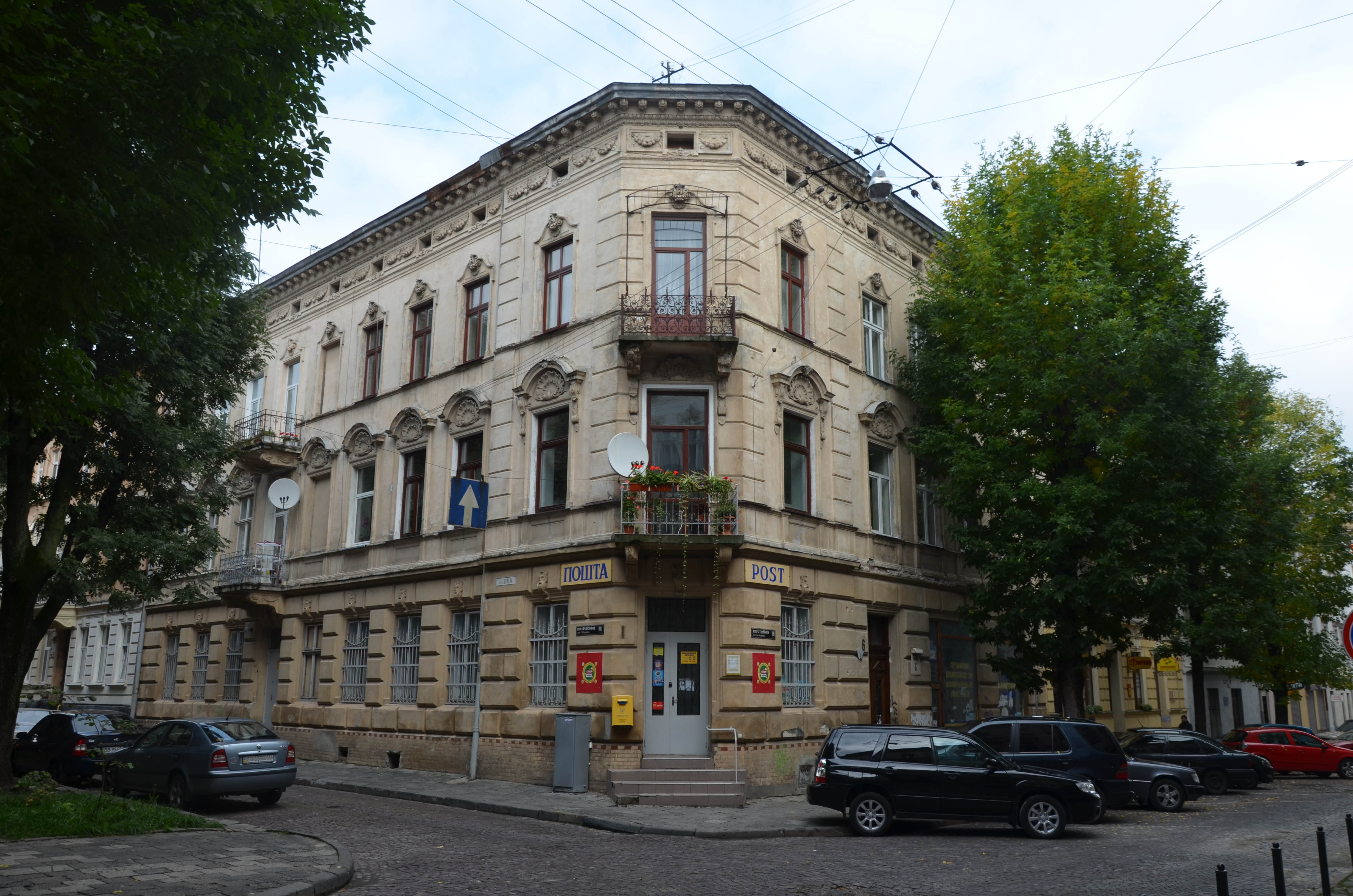
Будинок № 6
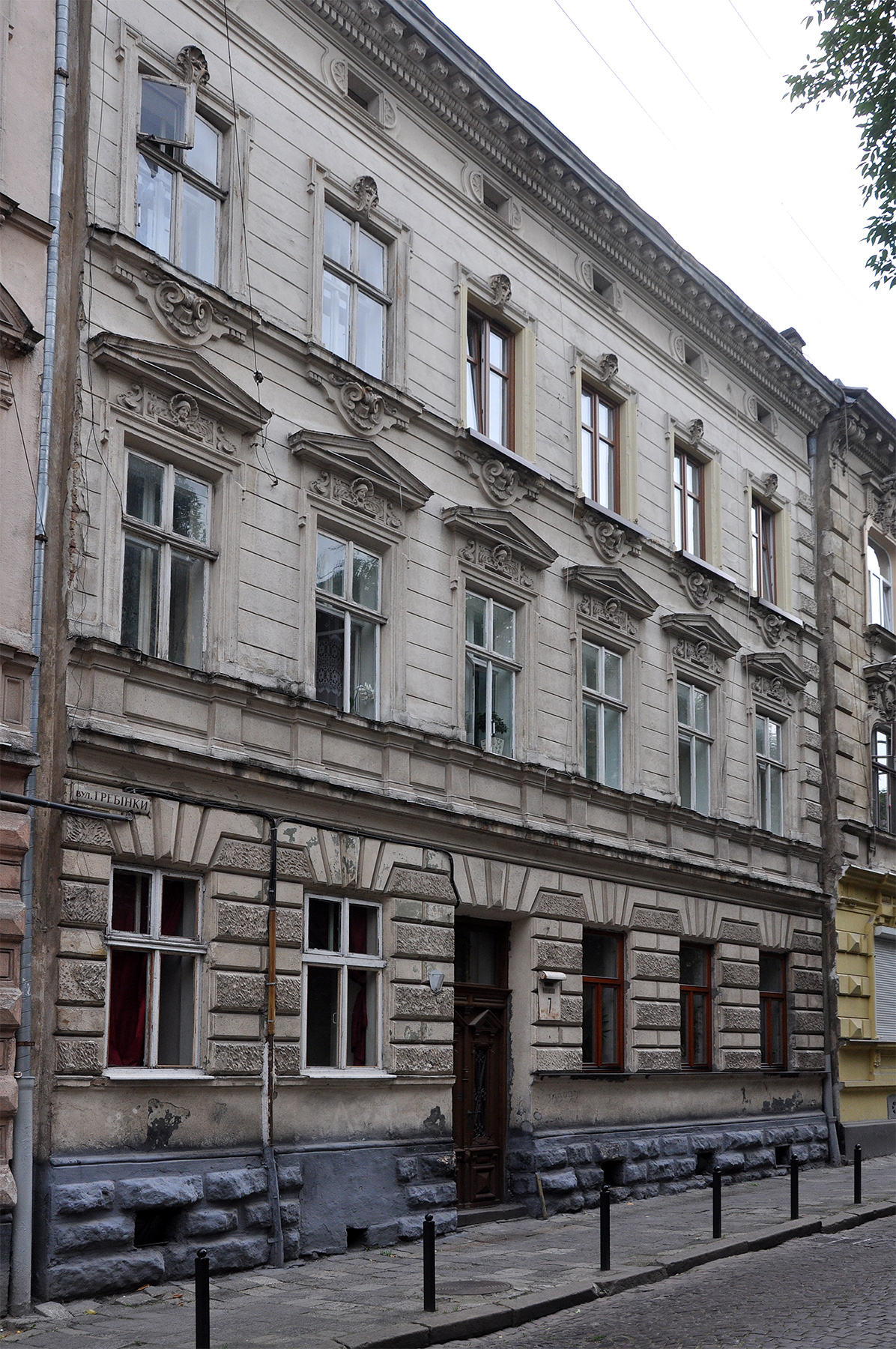
Будинок № 7
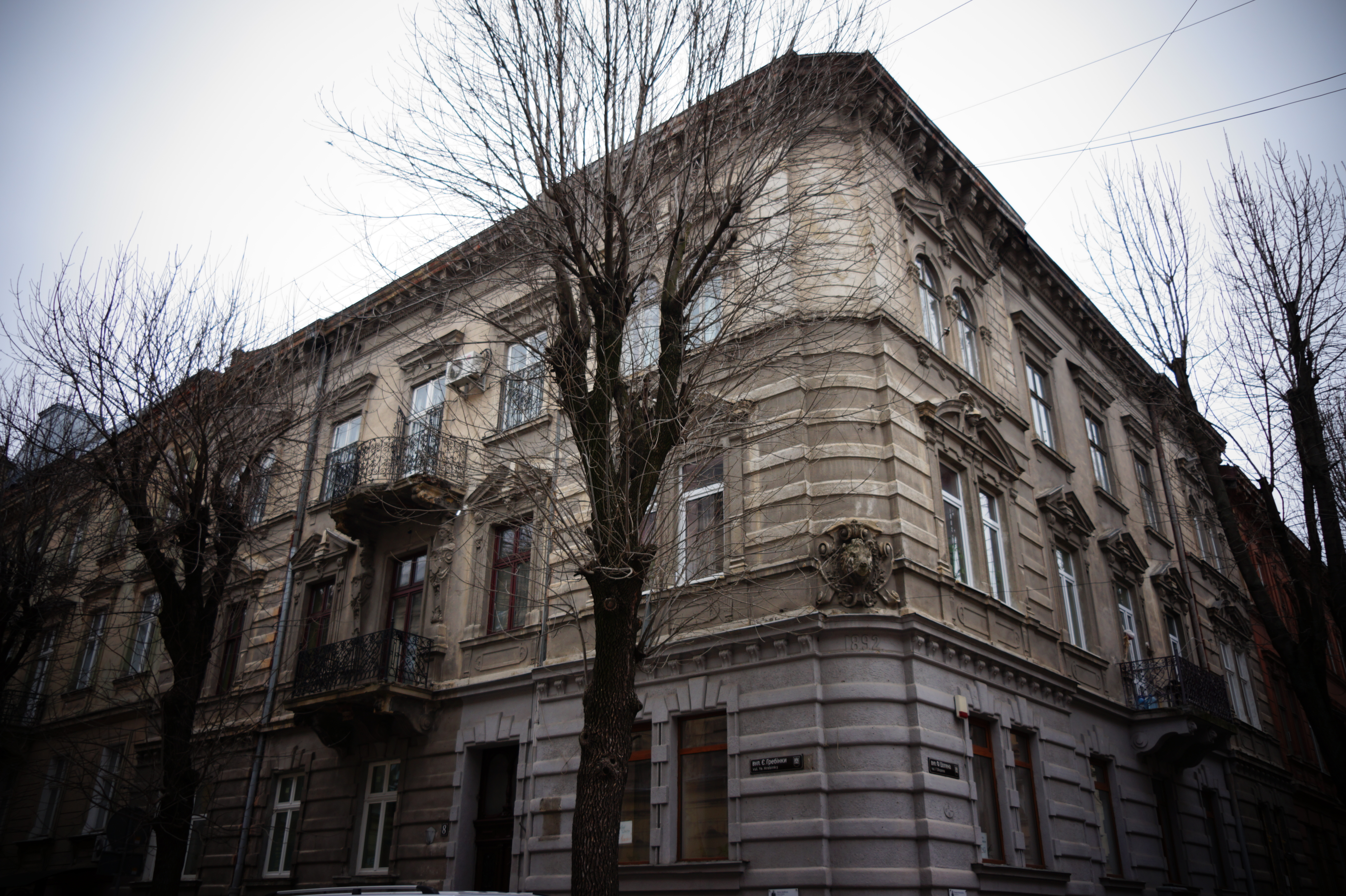
Будинок № 8
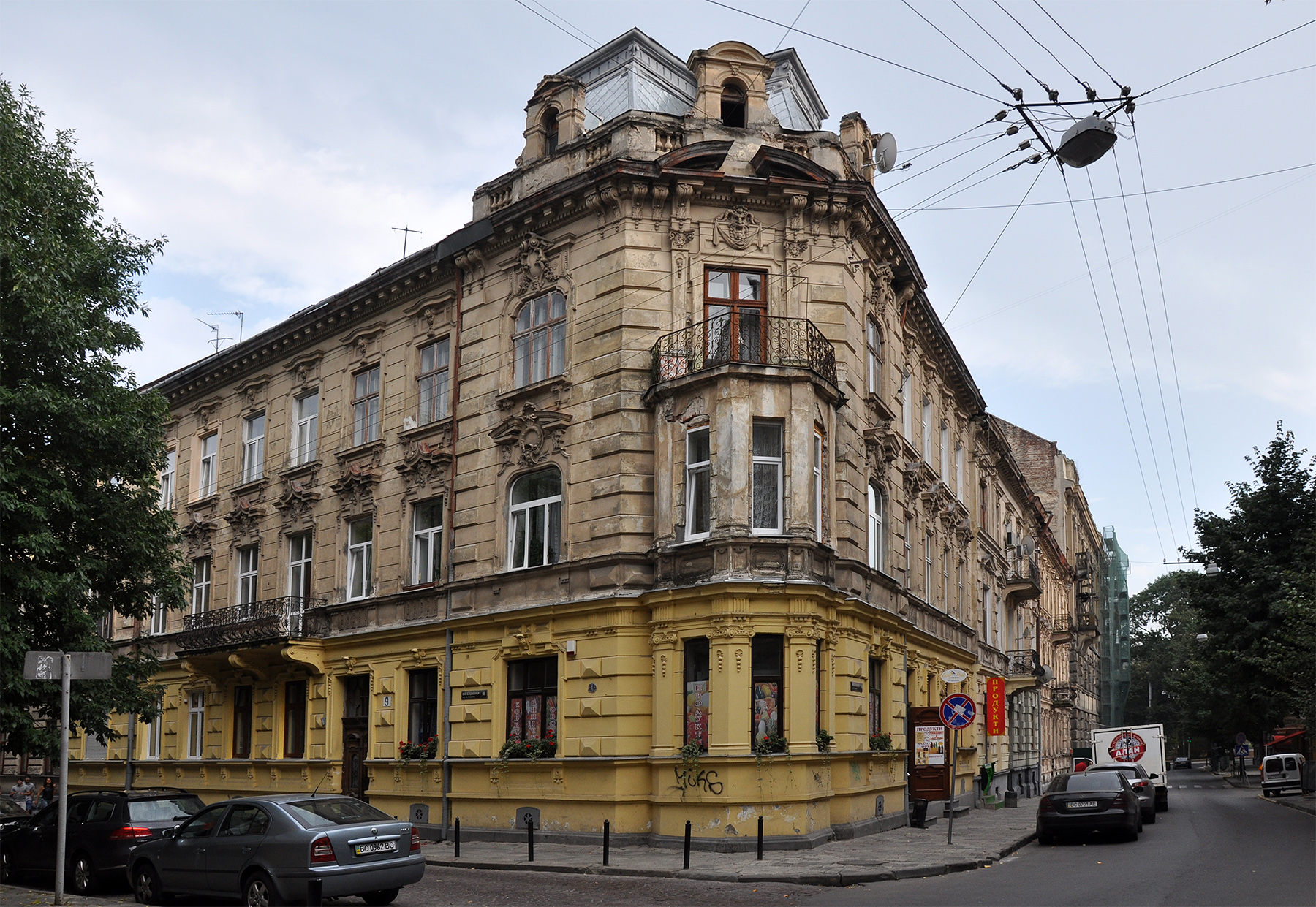
Будинок № 9

## Вулиця Гребінки у мистецтві
Вулицю Гребінки згадує під її старою назвою — Подлєвського — польський письменник-фантаст львівського походження Станіслав Лем у своїх мемуарах «Високий Замок»:
|                                  | З площі Смольки йшлося через нецікаву вулицю Подлєвського, а потім малими вуличками Шопена та Монюшка, де сильний запах кави зі смажарні повідомляв, що зараз з'явиться наша кам'яниця |
| — Станіслав Лем, «Високий Замок» | |